# Agnes von Faucigny
Agnes von Faucigny († 11. August 1268 in Pierre-Châtel) war eine Adlige aus dem Königreich Arelat. Sie war aus eigenem Recht Herrin von Faucigny und durch Heirat seit 1263 Gräfin von Savoyen.

## Herkunft
Agnes von Faucigny war die jüngere der beiden Töchter von Aimon II. von Faucigny. Die verbreitete Annahme, dass ihre Mutter Beatrix, Tochter des Grafen Stephan III. von Auxonne, war, beruht nur auf einer Interpretation der Erwähnung des jüngeren Simon von Joinville in Agnes’ 1268 verfasstem Testament und ist nicht völlig unumstritten. Wenn ihre Mutter Beatrix von Auxonne war, hatte sie sich vor 1224 von ihrem Vater getrennt und den älteren Simon von Joinville geheiratet. Ihr Vater war Baron von Faucigny, einer zum damaligen Königreich Arelat und damit zum römisch-deutschen Reich gehörenden Herrschaft südlich des Genfer Sees.

## Heirat mit Peter von Savoyen
Ihre ältere Schwester Beatrice hatte Étienne II., Sire de Thoire et Villars († 1250) geheiratet. Während der Machtkämpfe im politisch unruhigen Arelat verbündete sich ihr Vater im Oktober 1231 mit Wilhelm von Savoyen, Bischof von Valence und jüngerer Sohn von Graf Thomas I. von Savoyen. Wilhelm von Savoyen arrangierte die Hochzeit der unter seinem Schutz stehenden Flotte de Royans, der Witwe von Guilleaume de Valentinois, mit Aimon von Faucigny. Wohl durch Vermittlung von Wilhelm von Savoyen besiegelte ihr Vater dann im Februar 1234 einen Vertrag über die Heirat von Agnes mit Wilhelms jüngeren Bruder Peter von Savoyen. Nach diesem Vertrag sollte Agnes Faucigny erben, falls ihr Vater mit seiner zweiten Ehefrau keine männlichen Nachkommen bekam. Von dem Erbe waren nur die Besitzungen ausgenommen, die ihre ältere Schwester Beatrice als Mitgift erhalten hatte. Im Gegenzug musste Peter von Savoyen versprechen, dass seine Kinder aus der Ehe mit Agnes, egal ob männlich oder weiblich, vor Kindern aus möglichen späteren Ehen Faucigny erben würden. Die Heirat fand vermutlich wenig später statt.

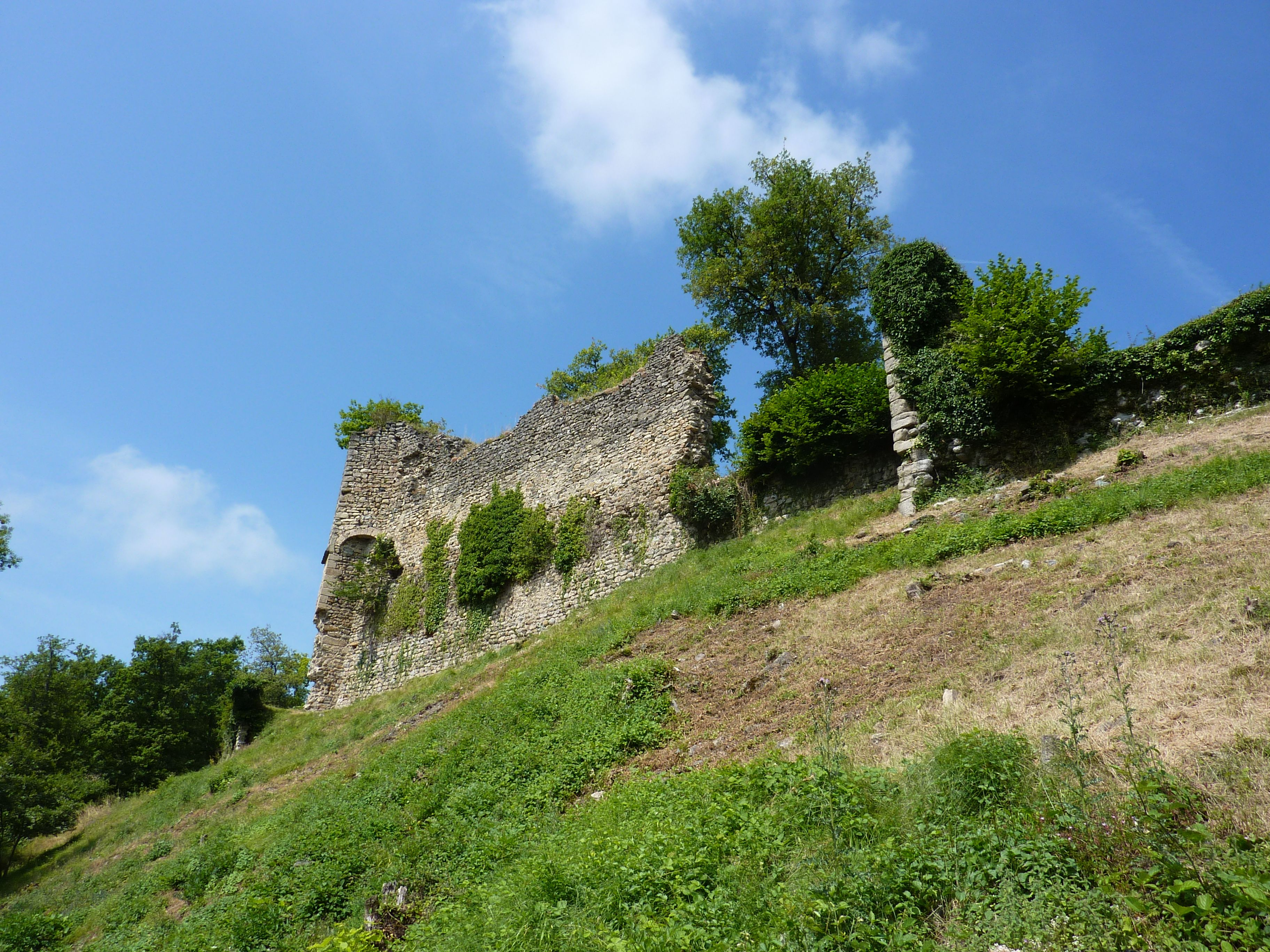
Die Ruine von Château-Vieux d’Allinges, eine der Burgen von Faucigny

## Herrin von Faucigny und Gräfin von Savoyen

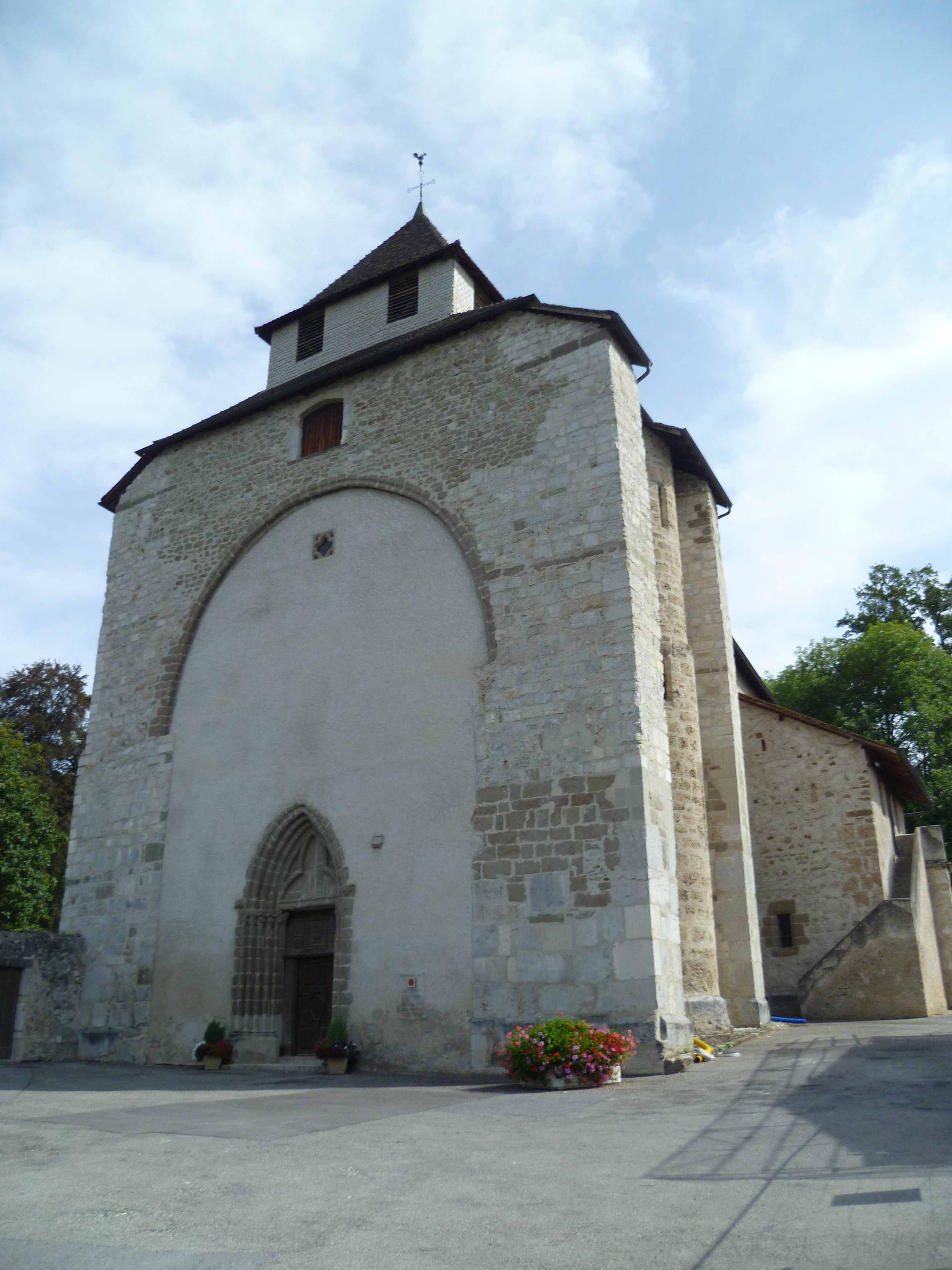
Die Kirche des Priorats von Contamine-Sur-Arve, in der Agnes von Faucigny beigesetzt wurde

Mit Unterstützung von Agnes’ Vater konnte Peter von Savoyen im Gebiet des Genfer Sees eine expansive Politik betreiben und seine Besitzungen erheblich erweitern. Auf dem Sterbebett übertrug Aimon von Faucigny im August 1251 seine Besitzungen an Agnes. Während ihr Mann sich häufig in England aufhielt oder im Dienst des englischen Königs unterwegs war, verwaltete Agnes die Besitzungen im Westalpenraum. Mehrfach siegelte sie alleine wichtige Urkunden. In einem am 13. Mai 1262 in Mélan nicht auf Latein, sondern in der Volkssprache abgefassten Testament setzte Agnes noch gemäß der Absicht ihres Vaters ihre einzige Tochter Beatrix zur Alleinerbin ein. Als sie bald darauf im Herbst desselben Jahres in Versoix schwer erkrankte, änderte sie ihren letzten Willen gemäß den Wünschen ihres Gatten in zwei weiteren auf den 17. Oktober und 16. November 1262 datierten Testamenten dahingehend, dass nun ihr Gemahl zwei Drittel ihrer Territorien einschließlich aller Burgen auf Lebenszeit erhielt, während ihre Tochter zunächst nur ein Drittel der Besitzungen erhalten sollte. Dann überließ sie ihrem Mann sogar sofort die ihm zugedachten zwei Drittel und behielt sich nur ein Nießbrauchrecht vor. Im Juni 1263 erbte Peter von Savoyen nach dem Tod seines Neffen Bonifaz die südlich an Faucigny grenzende Grafschaft Savoyen.

## Tod und Erbe
Da Beatrix, die einzige Tochter von Agnes und Peter, nach dem in Savoyen geltenden Erbrecht nicht erbberechtigt war, bedachte ihr Vater sie in seinem Testament im Mai 1268 vertragsgemäß mit Faucigny. Dazu erhielt sie aber auch seine Besitzungen im Wallis, im Chablais sowie weitere Besitzungen. Agnes erhielt als Wittum mehrere Burgen wie Versoix, das Château Vieux bei Allinges, Aubonne und Féternes am Genfer See. Sie starb bereits wenige Monate später. Nach ihrem Testament vom 9. August 1268 hinterließ sie ihren Besitz ihrer einzigen Tochter Beatrice, mit Ausnahme der Burgen Crédoz und Cosimieu, die an ihre Schwester Beatrice fielen, sowie die Burg von Versoix, die an ihren mutmaßlichen Halbbruder Simon de Joinville, Sire de Gex fiel. Sie wurde ihrem Wunsch gemäß in der Kirche des Benediktinerpriorats Contamine-sur-Arve beigesetzt.

## Nachkommen
Mit ihrem Mann Peter von Savoyen hatte Agnes eine Tochter:
- Beatrix von Savoyen († 1310)

Beatrix wurde 1241 mit Guigues VII., Dauphin von Viennois verlobt. Durch das Erbe von Agnes von Faucigny fiel umfangreicher Landbesitz am Genfer See an den Dauphin. In der Folge kam es zu einer langjährigen Fehde zwischen Viennois und dem Haus Savoyen.